# Forja de almas
Forja de almas és una pel·lícula espanyola de drama biogràfic del 1943 dirigida per Eusebio Fernández Ardavín amb un guió d'Inocencio Guzmán que fa un biopic del pedagog i religiós Andrés Manjón.

## Sinopsi
El 1888 el pare Andrés Manjón, un sacerdot de família burgesa local i catedràtic de dret, decideix fundar un centre per a nens abandonats, les escoles de l'Ave María de Granada. Preocupat per les persones desfavorides, no cessarà fins a aconseguir que tinguin una vida millor. Per a començar, organitza actuacions musicals a les coves del Sacromonte granadí.

## Repartiment
- Alberto Romea
- Antoñita Colomé
- Germán Siles
- Juan Roa
- Manolita Morán
- Raúl Cancio

## Premis
Va rebre el quart premi als Premis del Sindicat Nacional de l'Espectacle de 1943.